# Sporting Gent
Sporting Gent is een Belgische voetbalclub uit Gent.  

## Geschiedenis

### 1975-1988
Sporting Gent sloot in 1975 aan bij de KBVB met stamnummer 8275. Het tenue bestond uit een oranje shirt en sokken met een zwarte voetbalbroek. In 1980 ging SK Ledeberg in Sporting Gent op. In 1988 fuseerde de club met Thor Ganda Sparta, dat vlakbij - in de Moutstraat - speelde, tot Sporting Ganda Sparta. Het stamnummer 8275 verdween. 
De club speelde nooit hoger dan Vierde Provinciale. In het dertienjarige bestaan werd eenmaal een vierde plaats behaald. Dit gebeurde in 1976. In 1977 werd men achtste, maar daarna eindigde de club telkens in de onderste helft van de klassering. 
Sporting Gent speelde in dezelfde straat en op het zelfde terrein als waar KAA Gent jaren later zijn jeugd en oefencomplex zou bouwen.

### 2023-heden
In 2023 werd de club opnieuw opgericht, ditmaal met geel-zwarte kleuren en een nieuw logo.
Stamnummer 09818